# Абдуллаев, Ровнаг Ибрагим оглы
Ровнаг Ибрагим оглы Абдуллаев (азерб. Rövnəq İbrahim oğlu Abdullayev; род. 3 апреля 1965, Нахичевань, Азербайджанская ССР, СССР) — азербайджанский государственный деятель. Президент Государственной нефтяной компании Азербайджана (2005 — 2022). Заместитель министра экономики Азербайджана (с 10 февраля 2022 года).

## Биография
Родился 3 апреля 1965 года в г. Нахичевань.
В 1982 году поступил в Азербайджанский инженерно-строительный институт на факультет «Промышленное и гражданское строительство».
В 1983—1985 годы служил в Советской армии.
В 1985 году был переведён в Московский инженерно-строительный институт имени В. В. Куйбышева.
В 1989 году окончив институт стал работать на платформе «Нефтяные Камни».
С 1990 года работал в HГДУ «28 Мая», в отделе капитального строительства на должности инженера. В 1991 году был повышен до начальника производственно-технического отдела строительно-монтажного управления № 3 треста «Каспморнефтегазстрой», в 1994 году — до должности главного инженера данного управления.
С 1997 года являлся заведующим трестом «Каспморнефтегазстрой».
31 марта 2003 года распоряжением Президента Азербайджана был назначен на должность директора нефтеперерабатывающего завода имени Гейдара Алиева.
С 2005 года по 2022 год — президент ГНКАР.
10 февраля 2022 года по распоряжению Президента Ильхам Алиева был назначен заместителем министра экономики Азербайджана.
Депутат Национального собрания Азербайджана III, IV, V созывов (2005 — 2020).
Являлся постоянным членом комиссии по природным ресурсам, энергетике и экологии парламента Азербайджана.
Являлся руководителем межпарламентской рабочей группы Азербайджан — Норвегия.
Являлся членом политического совета партии «Новый Азербайджан».
Президент футбольного клуба Нефтчи (2004—2008).
Президент Ассоциации футбольных федераций Азербайджана (2008 — 2 апреля 2024).
Президент Федерации дзюдо Азербайджана (4 сентября 2015 — 1 ноября 2021).

## Награды
- Орден «Слава».
- Орден Чести (Грузия).
- Президентский орден «Сияние» (11 сентября 2012 года, Грузия)[7].
- Кавалер ордена Заслуг перед Республикой Польша (7 июля 2010 года, Польша)[8].
- Почётная медаль Парламента Азербайджана.
- Медаль и диплом ЮНЕСКО «Развитие нанонауки и нанотехнологий» (2010)[9].
- Диплом Азербайджанской инженерной академии (2012 год, Азербайджанская инженерная академия)[10].